# Józef Edward Dutkiewicz

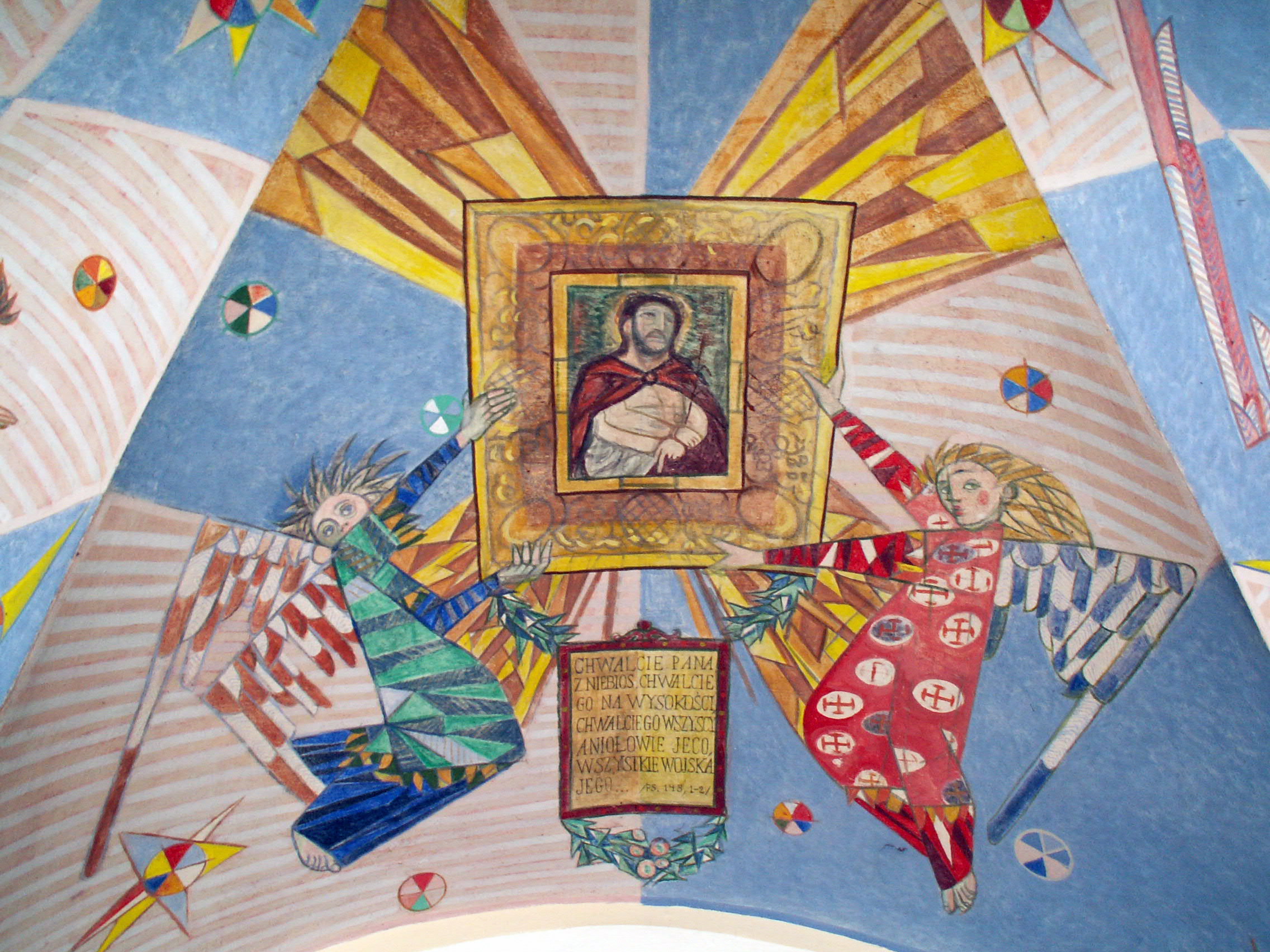
Polichromia w kościele św. Andrzeja w Ciężkowicach ok. 1945 r.

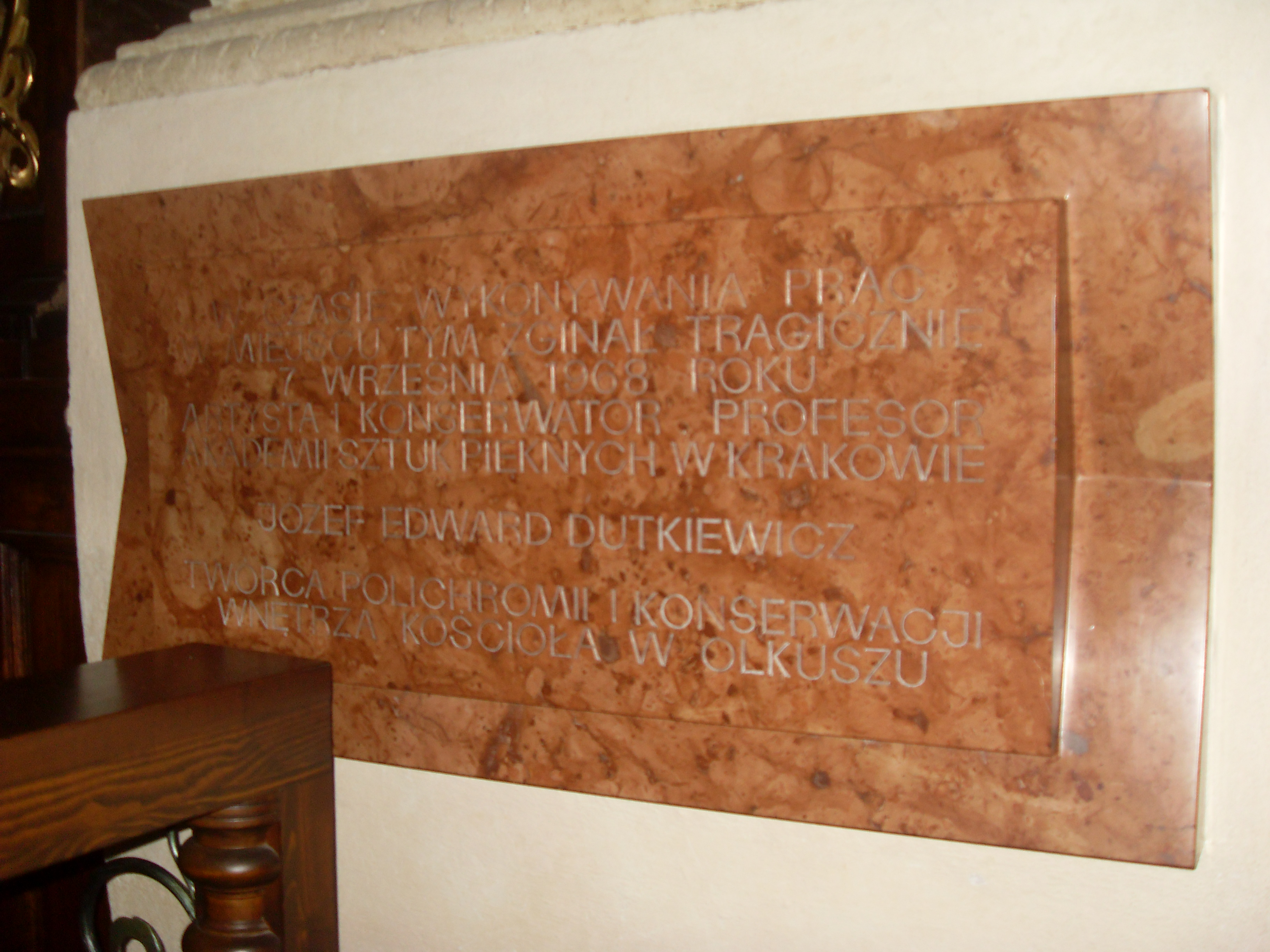
Tablica pamiątkowa w kościele pw. św. Andrzeja w Olkuszu, w miejscu tragicznej śmierci Józefa Dutkiewicza

Józef Edward Dutkiewicz (ur. 13 czerwca 1903 w Podgórzu, zm. 7 września 1968 w Olkuszu) – polski artysta malarz, historyk sztuki i konserwator dzieł sztuki.

## Życiorys
Urodził się w Podgórzu, w rodzinie adiunkta sądowego Józefa (1864–1955) i Jadwigi z Szybalskich (1874–1939). Rodzina Dutkiewiczów zamieszkała wkrótce w Tarnowie, gdzie Józef podjął naukę i w roku 1921 ukończył Gimnazjum im. Kazimierza Brodzińskiego. W roku 1920 jako ochotnik w szeregach 216 i 16 p.p. Wojska Polskiego brał udział w wojnie polsko-bolszewickiej. W latach 1921–1927 studiował na Akademii Sztuk Pięknych w Krakowie pod kierunkiem Józefa Mehoffera i Felicjana Szczęsnego Kowarskiego. W 1922 związany był z grupą młodych poetów krakowskich, określających się jako negatywiści. W 1929 roku objął na krótko kierownictwo Muzeum Miasta Tarnowa. W 1930 roku na Uniwersytecie Jagiellońskim uzyskał doktorat z historii sztuki na podstawie rozprawy Kościół barokowy pw. św. Ludwika we Włodawie. Przez kolejny rok przebywał w Paryżu, gdzie doskonalił warsztat malarski pod kierunkiem Józefa Pankiewicza, studiując jednocześnie konserwatorstwo w École du Louvre.
Od 1931 roku Józef Dutkiewicz pracował jako pomocnik konserwatora zabytków w Warszawie, w tym samym roku otrzymał stanowisko konserwatora zabytków i kierownika oddziału sztuki w Wołyńskim Urzędzie Wojewódzkim. Pracując w Łucku współorganizował Wołyńskie Towarzystwo Naukowe i Muzeum Wołyńskie. W 1935 roku został przeniesiony do Lublina, gdzie do wybuchu II wojny światowej kierował pracami renowacyjnymi kamienic Starego Miasta.
W 1939 w lwowskim czasopiśmie naukowym „Dawna Sztuka” ukazał się jego artykuł „Fabryka cerkwi Wniebowzięcia N. M. P. w Poczajowie”, poświęcony budowę obecnego soboru Zaśnięcia Matki Bożej w Poczajowie.
Podczas kampanii wrześniowej Józef Dutkiewicz brał udział w ukryciu przed Niemcami obrazu Jana Matejki Bitwa pod Grunwaldem. Okres okupacji spędził w Tarnowie, gdzie pracował w Muzeum Diecezjalnym.
Po wyzwoleniu miasta Józef Dutkiewicz brał udział w zabezpieczaniu zabytków podworskich w okolicach Tarnowa, a pozyskane w ten sposób dzieła sztuki zapoczątkowały zbiory Muzeum Ziemi Tarnowskiej w Tarnowie, którym kierował w latach 1945–1950. Równocześnie od 1946 roku był wojewódzkim i miejskim konserwatorem zabytków w Krakowie. W Tarnowie tworzył miejscowe struktury Związku Polskich Artystów Plastyków, których był pierwszym powojennym prezesem. Od 1949 roku pracował jako wykładowca krakowskiej Akademii Sztuk Pięknych, został między innymi pierwszym dziekanem Wydziału Konserwacji (1950–1956), a po zmianach organizacyjnych kierownikiem samodzielnego Studium Konserwacji Dzieł Sztuki (1957–1965) i kolejno kierownikiem Studium Konserwacji Dzieł Sztuki działającego w ramach Wydziału Malarstwa i Grafiki (1965-1968).
Józef Dutkiewicz prowadził prace konserwatorskie w zamkach w Pieskowej Skale, Krasiczynie i Łańcucie, ratuszu w Zamościu oraz licznych kościołach, między innymi bazylice katedralnej w Tarnowie i kościele św. Elżbiety w Starym Sączu. Wykonywał również polichromie w kościołach, np. kościele oo. Bernardynów w Przeworsku, św. Małgorzaty w Dębnie, św. Stanisława w Jodłowej, Najświętszego Imienia Marii Panny w Ptaszkowej, Narodzenia NMP w Krużlowej, św. Andrzeja w Ciężkowicach. W zakresie teorii sztuki opublikował między innymi prace: Grobowce rodziny Tarnowskich w kościele katedralnym w Tarnowie (1932), Małopolska rzeźba średniowieczna 1300–1450 (1949), Materiały źródłowe do budowy murów obronnych miasta Tarnowa (1956).
Józef Dutkiewicz zmarł tragicznie 7 września 1968 roku w wyniku upadku z rusztowania podczas prac konserwacyjnych prowadzonych w kolegiacie św. Andrzeja w Olkuszu. Został pochowany grobie rodzinnym na Starym Cmentarzu w Tarnowie (sektor XVI-1-137).

## Ordery i odznaczenia
- Złoty Krzyż Zasługi (29 października 1947)[7]
- Srebrny Krzyż Zasługi
- Medal Pamiątkowy za Wojnę 1918–1921

## Upamiętnienie
W 1983 roku jedna z tarnowskich ulic, w dzielnicy Krzyż, została nazwana jego imieniem.